# واخرومیوو
واخرومیوو (به لاتین: Vakhromeyevo) یک منطقهٔ مسکونی در روسیه است که در استان آستراخان واقع شده‌است.